# Play Ball
Play Ball è un singolo del gruppo musicale australiano AC/DC, il primo estratto dal quindicesimo album in studio Rock or Bust e pubblicato il 7 ottobre 2014.

## La canzone
Si tratta del primo singolo pubblicato dal gruppo con Stevie Young, nipote di Angus e Malcolm Young, alla chitarra ritmica.
Della canzone fu data un'anteprima in un trailer per il programma Major League Baseball in onda sull'emittente TBS a partire dal 27 settembre 2014.

## Video musicale
Il video, pubblicato sul canale YouTube ufficiale della band il 12 novembre 2014, è stato girato il 3 e il 4 ottobre sotto la regia di David Mallet. In questo video non appare Phil Rudd, il batterista con cui la band ha registrato Rock or Bust, per via del suo allontanamento in seguito ad alcuni problemi con la legge. Come sostituto di Rudd, nel video appare il gallese Bob Richards, che ha suonato precedentemente con Man, Adrian Smith, Asia e Shogun.

## Tracce
Testi e musiche di Angus Young e Malcolm Young.
Download digitale
1. Play Ball – 2:47

CD singolo (Europa)
1. Play Ball – 2:47
2. Rock or Bust – 3:04

## Formazione
- Brian Johnson – voce
- Angus Young – chitarra solista
- Stevie Young – chitarra ritmica
- Cliff Williams – basso
- Phil Rudd – batteria

## Classifiche
| Classifica (2014)             | Posizione massima |
| ----------------------------- | ----------------- |
| Austria                       | 44                |
| Belgio (Fiandre)              | 45                |
| Belgio (Vallonia)             | 23                |
| Canada                        | 53                |
| Canada (digital)              | 22                |
| Danimarca                     | 15                |
| Francia                       | 39                |
| Germania                      | 39                |
| Giappone                      | 90                |
| Italia                        | 74                |
| Regno Unito                   | 85                |
| Regno Unito (rock & metal)    | 3                 |
| Spagna                        | 28                |
| Stati Uniti (mainstream rock) | 5                 |
| Stati Uniti (rock)            | 17                |
| Stati Uniti (rock airplay)    | 21                |
| Svizzera                      | 19                |